# Ilhéu Raso
Ilhéu Raso är en ö i Kap Verde.   Den ligger i kommunen Concelho de São Vicente, i den nordvästra delen av landet, 220 km nordväst om huvudstaden Praia. Arean är 7,0 kvadratkilometer.
Terrängen på Ilhéu Raso är platt. Öns högsta punkt är 135 meter över havet. Den sträcker sig 2,6 kilometer i nord-sydlig riktning, och 3,4 kilometer i öst-västlig riktning.